# Lolo Jones
Pour les articles homonymes, voir Lolo et Jones.
Lori « Lolo » Jones (née le 5 août 1982 à Des Moines, Iowa) est une athlète américaine, spécialiste du sprint et notamment du 100 m haies. Elle remporte deux titres aux mondiaux d'athlétisme en salle, sur 60 m haies, en 2008 et 2010. En 2012, elle participe à la Coupe du monde de bobsleigh. Dans cette discipline, elle remporte une médaille de bronze en équipe mixte aux mondiaux 2013, puis le titre mondial en bob à deux avec Kaillie Humphries, lors des mondiaux 2021.

## Biographie
Elle est diplômée de l’université d'État de Louisiane en 2005. Elle réside à Bâton-Rouge. Née aux États-Unis, elle possède des origines africaines, amérindiennes, norvégiennes et françaises.

### Déception aux Jeux olympiques de 2008
En juillet 2008, elle remporte le 100 m haies des Championnats des États-Unis. Elle établit également en demi-finale son record personnel en 12 s 45. Lors de la finale, elle réalise un temps chronométré de 12 s 29, non validé car le vent de 3,81 m/s est trop favorable. Le record national est la marque de Gail Devers en 12 s 33 en 2000. Elle se qualifie ainsi pour les Jeux olympiques d'été de 2008 en compagnie de ses compatriotes Damu Cherry et Dawn Harper . En demi-finale du 100 m haies féminin de ces jeux, elle établit son record personnel en 12 s 43. Lors de la finale, elle fait la course en tête mais sur l'avant-dernier franchissement de haie elle heurte la latte qui la déséquilibre et la ralentit brutalement. Elle se classe 7e d'une course remportée par sa compatriote Dawn Harper en un temps de 12 s 54. Le 29 août 2008, elle remporte sa première victoire dans une épreuve de Golden League au meeting de la Weltklasse Zürich.
Victime d'une élongation à la cuisse en avril 2009, Lolo ne parvient pas à se qualifier pour les mondiaux de Berlin, éliminée en demi-finale des sélections américaines à Eugene. Elle parvient tout de même à signer son meilleur chrono de la saison à Réthimno le 20 juillet en 12 s 47 (2de meilleure performance mondiale de la saison).

### Second titre mondial en salle
Le 26 juin 2010, elle devient une nouvelle fois championne des États-Unis sur 100 m haies en 12 s 69. La saison 2010 est marquée par l'apparition de Ligue de diamant, au cours de laquelle Lolo s'empare de la 2de place avec un total de 14 points, dépassée par Priscilla Lopes-Schliep qui en totalise 22. Néanmoins, elle emporte successivement le meeting de Doha (12 s 63), d'Oslo (12 s 66) et de New-York (12 s 55) avant d'échouer 3e des meetings de Stockholm (12 s 70) et de Londres (12 s 66). Elle termine 5e de la finale à Bruxelles (12 s 78).
Fin juin 2011, lors des Championnats des États-Unis, à Eugene, la hurdleuse de l'Iowa prend un mauvais départ en demi-finale, et touche le bras d'une autre concurrente. Elle ne se qualifie pas pour la finale et, par conséquent, ne participe pas aux Championnats du monde de Daegu.
Après une bonne rentrée en salle début février 2012, elle se blesse à la cuisse et ne peut prendre part aux championnats des États-Unis en salle fin février, laissant le titre à la jeune Kristi Castlin qui signe la MPMA.
Le 7 juin 2012, lors des Bislett Games d'Oslo, 5e étape de la ligue de diamant 2012, elle finit 5e du 100 mètres haies en 12 s 75 (SB) derrière notamment Sally Pearson (12 s 49 (MPMA, record du meeting)) et Kristi Castlin (12 s 56, PB).
En juin 2013, dans un vent légal de 1,2 m/s, Brianna Rollins, qui vient de passer professionnelle après avoir couru pour l'université de Clemson (Caroline du Sud), devance à Des Moines (Iowa) en finale des sélections américaines pour les Mondiaux 2013 Queen Harrison (12 s 43) et Nia Ali (12 s 48) pour améliorer de 07/100 le record des États-Unis, détenu depuis treize ans par Gail Devers. Elle égale la quatrième performance de l'histoire en 12 s 26. Kellie Wells et Lolo Jones n'iront pas aux Mondiaux de Moscou, prenant respectivement les 4e et 5e places dans une finale à laquelle ne participait pas Dawn Harper.
En 2015, elle est gênée par des blessures qui la retarde dans sa saison. Bien que non-sélectionnée pour les Championnats du monde de Pékin, Lolo Jones s'impose aux Championnats NACAC en 12 s 63.
En 2016, elle ouvre sa saison sur 60 m haies en 7 s 95.

### Bobsleigh
Sans renoncer à sa carrière d'athlète, Lolo Jones décide fin 2012 de participer aux compétitions de bobsleigh, dans l'épreuve du bob à deux en tant que pousseuse. Engagée aux côtés de sa compatriote Jazmine Fenlator, elle se classe deuxième de la première étape de la Coupe du monde de Lake Placid. Tianna Madison, autre athlète américaine faisant ses débuts dans cette discipline, termine troisième de l'épreuve. Aux championnats du monde de Saint-Moritz, elle fait partie de l'équipe mixte américaine qui s’octroie la médaille d'or.
Elle est onzième de l'épreuve de bob à deux des Jeux olympiques d'hiver de 2014.
Le 14 janvier 2018, elle ne figure pas dans la liste de sélection pour les Jeux olympiques d'hiver de Pyeongchang.
Elle remporte en 2021 le titre mondial en bob à deux, avec Kaillie Humphries, lors des mondiaux à Altenberg en Allemagne.

### Lutte contre le dopage
Lolo Jones a toujours été une athlète engagée contre le dopage. Le 19 décembre 2017, un scandale éclate autour de l'entourage de Justin Gatlin, champion du monde actuel du 100 m, avec l'ex-athlète et désormais coach Dennis Mitchell et un de ses agents, qui ont proposé à une fausse équipe de tournage (se révélant en fait être le The Daily Telegraph) des conseils et produits dopants, insinuant également que Gatlin se doperait toujours (après 2 suspensions en 2001 et 2006). Dans la foulée, Lolo Jones évoque publiquement ses doutes sur sa compatriote Kellie Wells qui l'avait devancé pour la médaille de bronze lors des Jeux olympiques de 2012, dans la mesure où sa performance se trouvait être « anodine » et qu'elle était entraînée à cette époque par Dennis Mitchell. Le lendemain, Kellie Wells se défend, déclarant qu'elle « [n'est] pas une tricheuse [...] » et que « Jeter un voile là-dessus est un peu blessant. ».

## Palmarès en athlétisme

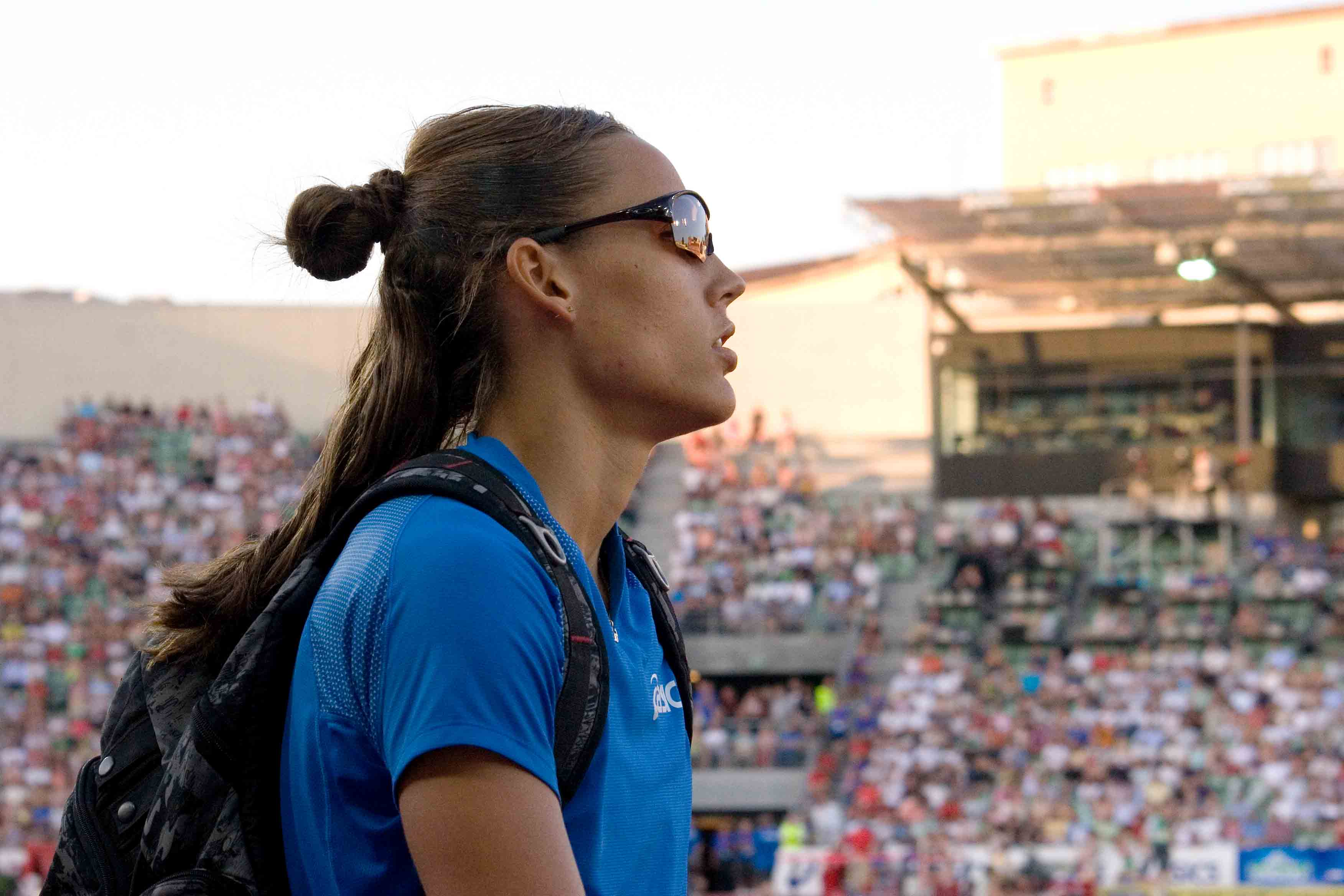
Lolo Jones aux Bislett Games d'Oslo en 2008

### International
| Date | Compétition                    | Lieu             | Résultat | Épreuve     | Temps   |
| ---- | ------------------------------ | ---------------- | -------- | ----------- | ------- |
| 2006 | Finale mondiale                | Stuttgart        | 5e       | 100 m       | 11 s 24 |
| 2006 | Finale mondiale                | Stuttgart        | 6e       | 100 m haies | 12 s 76 |
| 2007 | Championnats du monde          | Osaka            | 6e       | 100 m haies | 12 s 62 |
| 2008 | Championnats du monde en salle | Valence          | 1re      | 60 m haies  | 7 s 80  |
| 2008 | Jeux olympiques d'été          | Pékin            | 7e       | 100 m haies | 12 s 72 |
| 2008 | Finale mondiale                | Stuttgart        | 1re      | 100 m haies | 12 s 56 |
| 2010 | Championnats du monde en salle | Doha             | 1re      | 60 m haies  | 7 s 72  |
| 2010 | Coupe continentale             | Split            | 2e       | 100 m haies | 12 s 66 |
| 2010 | Ligue de diamant               | Ligue de diamant | 2e       | 100 m haies | détails |
| 2012 | Jeux olympiques d'été          | Londres          | 4e       | 100 m haies | 12 s 58 |
| 2014 | Jeux olympiques d'hiver        | Sotchi           | 11e      | Bobsleigh   | —       |
| 2015 | Championnats NACAC             | San José         | 1re      | 100 m haies | 12 s 63 |

### National
- Championnats des États-Unis en salle
  - 2007 :  Médaille d'or sur 60 m haies
  - 2008 :  Médaille d'or sur 60 m haies
  - 2009 :  Médaille d'or sur 60 m haies
  - 2010 :  Médaille d'argent sur 60 m haies

- Championnats des États-Unis d'athlétisme
  - 2007 :  Médaille de bronze sur 100 m haies
  - 2008 :  Médaille d'or sur 100 m haies
  - 2010 :  Médaille d'or sur 100 m haies

- National Collegiate Athletic Association (NCAA)
  - Vainqueur du relais 4 × 100 m en 2003, 2004
  - 2e du relais 4 × 100 m en 2002
  - 2e du 100 m haies en 2002
  - 1re du 60 m haies en 2003 (en salle)
  - 2e du 60 m haies en 2004 (en salle)
  - 2e du 60 m haies en 2004 (en salle)

## Records
| Épreuve     | Épreuve   | Performance | Lieu         | Date              |
| ----------- | --------- | ----------- | ------------ | ----------------- |
| 100 m       | Plein air | 11 s 24     | Stuttgart    | 10 septembre 2006 |
| 100 m haies | Plein air | 12 s 43     | Pékin        | 18 août 2008      |
| 60 m        | En salle  | 7 s 29      | Fayetteville | 14 mars 2003      |
| 60 m haies  | En salle  | 7 s 72      | Doha         | 13 mars 2010      |

### Meilleures performances par année
| Année | Temps   | Date            | Lieu           | Rang Mondial |
| ----- | ------- | --------------- | -------------- | ------------ |
| 2000  | 14 s 19 | 29 juillet 2000 | Amherst        | -            |
| 2001  | 13 s 31 | 7 avril 2001    | Austin         | 98           |
| 2002  | 12 s 84 | 31 mai 2002     | Baton Rouge    | 17           |
| 2003  | 12 s 90 | 5 avril 2003    | Austin         | 29           |
| 2004  | 12 s 77 | 11 juin 2004    | Austin         | 26           |
| 2005  | 12 s 76 | 26 juin 2005    | Carson         | 18           |
| 2006  | 12 s 56 | 22 juillet 2006 | Heusden-Zolder | 6            |
| 2007  | 12 s 57 | 18 juillet 2007 | Réthymnon      | 6            |
| 2008  | 12 s 43 | 18 août 2008    | Pékin          | 1            |
| 2009  | 12 s 47 | 20 juillet 2009 | Réthymnon      | 2            |
| 2010  | 12 s 55 | 12 juin 2010    | New York       | 2            |
| 2011  | 12 s 67 | 6 mai 2011      | Doha           | 7            |
| 2012  | 12 s 58 | 7 août 2012     | Londres        | 7            |
| 2013  | 12 s 50 | 21 juin 2013    | Des Moines     | 5            |
| 2014  | 12 s 55 | 28 juin 2014    | Sacramento     | 5            |
| 2015  | 12 s 65 | 21 juillet 2015 | Bellinzone     | 12           |

## Palmarès en bobsleigh

### Championnats monde
- Championne du monde de bob à deux 2021 avec Kaillie Humphries
- Médaillée d'or en équipe mixte en 2013

### Coupe du monde
- 9 podiums  : 
  - en bob à 2 : 3 victoires, 5 deuxièmes places et 1 troisième place.
- 1 podium en équipe mixte : 1 troisième place.

#### Détails des victoires en Coupe du monde
| Édition   | Bob à 2      | Monobob |
| 2016-2017 | Igls         |         |
| 2017-2018 | Saint-Moritz |         |
| 2020-2021 | Igls         |         |